# Codex Mayerianus

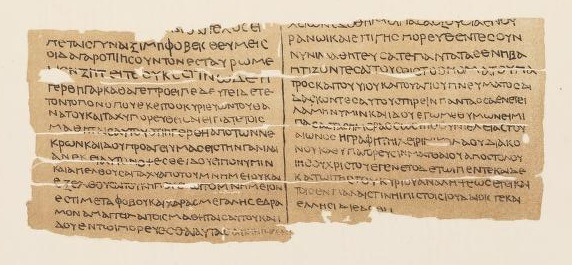
Kolophon des Diakons Nikolaos (rechte Spalte, letzte sechs Zeilen)

Der Codex Mayerianus ist eine von dem Fälscher Konstantinos Simonides 1861 publizierte, angebliche fragmentarische Handschrift neutestamentlicher Texte auf Papyrus. Während andere seiner Fälschungen verschollen sind, werden die Papyri des Codex Mayerianus im World Museum Liverpool aufbewahrt.

## Vorgeschichte

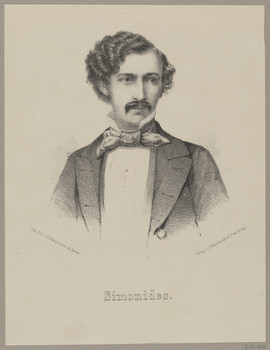
Konstantinos Simonides (Lithografie von Alexander Waldow, 1858)

Bei seinem ersten Englandaufenthalt 1853/54 knüpfte Simonides Kontakte in der gebildeten Gesellschaft des viktorianischen London. Er bot einen Mix aus echten mittelalterlichen (auf dem Athos entwendeten) griechischen Manuskripten und ausgesuchten Fälschungen zum Kauf an. Frederic Madden (British Museum) und Henry Coxe (Bodleian Library) waren imstande, die Spreu vom Weizen zu trennen; aber der Umstand, dass er einzelne Stücke verkauft hatte, verschaffte Simonides bei Privatsammlern Prestige.
Nach Aufenthalten in Konstantinopel, Odessa und Moskau war Simonides 1855/56 in Deutschland, wo er wieder echte und falsche Manuskripte im Angebot hatte. Fast wäre ihm mit dem gefälschten Uranios-Palimpsest gelungen, Fachleute zu täuschen. Aber der Coup flog auf, unter anderem dank eines Gutachtens Konstantins von Tischendorf. Simonides, der in Leipzig wohnte, wurde am 1. Februar 1856 verhaftet und in der Folge aus Sachsen ausgewiesen. Er lebte einige Monate in Wien und München, dann kehrte er im April 1858 für einen mehrjährigen zweiten Aufenthalt nach England zurück.

## Simonides’ Entdeckung
Der Liverpooler Goldschmied und Antiquitätensammler Joseph Mayer teilte die Mitte des 19. Jahrhunderts weit verbreitete Begeisterung für ägyptische Altertümer. Er beauftragte Konstantinos Simonides, einen griechischen Muttersprachler, im Februar 1860 damit, die ungeordneten Papyrusbestände seiner Privatsammlung zu sichten. Da weder Mayer noch der Kurator seiner Sammlung Griechisch lesen konnten, war Simonides mit den Papyrusfragmenten sich selbst überlassen, und als er dann krank wurde, durfte er einige Papyri mit in sein Quartier nehmen, um weiter daran zu arbeiten. Nach seiner Genesung vermeldete Simonides spektakuläre Entdeckungen, erst mündlich und dann in einem auf den 25. März 1860 datierten Brief an Mayer. Simonides schrieb, er habe sich zunächst den Papyri in altgriechischer Sprache zugewandt.
„Darunter entdeckte ich zu meiner Überraschung erst drei Fragmente und kurz darauf zwei weitere, die einen Teil des Evangeliums nach Matthäus enthalten, geschrieben etwa im 15. Jahr nach der Himmelfahrt unseres Erlösers, also im 48. Jahr nach der Inkarnation der Gottheit, von der Hand des Diakons Nikolaos. Denn am Ende des fünften Fragments, welches den letzten Teil des 28. Kapitels enthält, stehen die folgenden Worte:
Η ΓΡΑΦΗ THI XEIPI NIKOΛAOY ΔIAKONOY ΚΑΘ

YΠAΓOPEYCIN MATΘAIOY AΠOCTOΛOY IHCOY

XPICTOY ΕΓΕΝΕΤΟ ΔE ΤΩΙ ΠENTEKAIΔEKATΩI

THC TOY KYPIOY ANAΛHΨEΩC ETE KAI TOIC

EN ΠAΛAICTINHI ΠICTOIC IOYΔAIOIC TE KAI

EΛΛHCI ΔΙΕΔΟΘΗ.
Die Schrift von der Hand Nikolaos’ des Diakons nach dem Diktat des Matthäus, des Apostels Jesu Christi. Angefertigt im 15. Jahr nach der Himmelfahrt unseres Herrn, und ausgeteilt an die gläubigen Juden und Griechen in Palästina.“
Simonides behauptete, Fragmente von insgesamt acht einseitig in zwei Kolumnen beschriebenen Blättern eines Papyrus-Codex identifiziert zu haben, nicht nur des Matthäusevangeliums, sondern auch des Jakobus- und des Judasbriefs. Wenn der Matthäus-Text im Jahr 48 n. Chr. auf Diktat des Apostels niedergeschrieben wurde, folgt daraus, dass Jakobus- und Judasbrief ebenfalls aus apostolischer Zeit stammen müssen. Alle Papyrusstücke wurden von Simonides auf weißen Karton aufgezogen und beschriftet. Das war ein zu dieser Zeit übliches Verfahren, das Fälschungen erleichterte, denn es war unmöglich, den Papyrus abzulösen und die Rückseite auf eventuelle andersartige Texte zu überprüfen.

## Vorbild: der Hyperides-Papyrus
Um einen literarischen Papyrus des 1. Jahrhunderts glaubwürdig imitieren zu können, brauchte Simonides ein Vorbild. Tommy Wasserman und Malcolm Choat vermuten, dass der 1858 von Churchill Babington publizierte Hyperides-Papyrus Simonides dieses Modell lieferte. Simonides wies in der Einleitung seiner Edition des Codex Mayerianus selbst auf diese Parallele hin: „Indem ich meinem Versprechen gemäß diese Fragmente des Neuen Testaments publiziere, möchte ich folgendes bemerken: Erstens, sie wurden 1856 von Rev. Henry Stobart, dessen Name allgemein bekannt ist, aus dem ägyptischen Theben nach England gebracht. Sie kamen … in den Besitz des gelehrten Joseph Mayer, beide Gentlemen können das bezeugen. … Zusammen mit diesen wurden verschiedene andere berühmte Werke des griechischen Geistes von demselben Gentleman von Ägypten nach England gebracht, darunter die Grabrede des Hyperides … welche erstmals ediert wurde von Rev. Churchill Babington, Cambridge, 1858. Das Original, auch auf Papyrus, befindet sich im British Museum und wurde für viel Geld angekauft. Wer sich für diese Dinge interessiert, findet alles, was sich auf die Grabrede bezieht, im Vorwort und in der Einführung des Herausgebers.“ Der Hyperides-Papyrus lieferte Simonides die Einteilung der Seite in zwei Kolumnen fast ohne Zwischenraum mittels senkrechter Striche; die Buchstabenformen sind ähnlich, im Codex Mayerianus allerdings ebenmäßiger und offenbar noch durch andere Vorlagen beeinflusst.

## Codex Mayerianusund die offenen Fragen der Bibelexegese

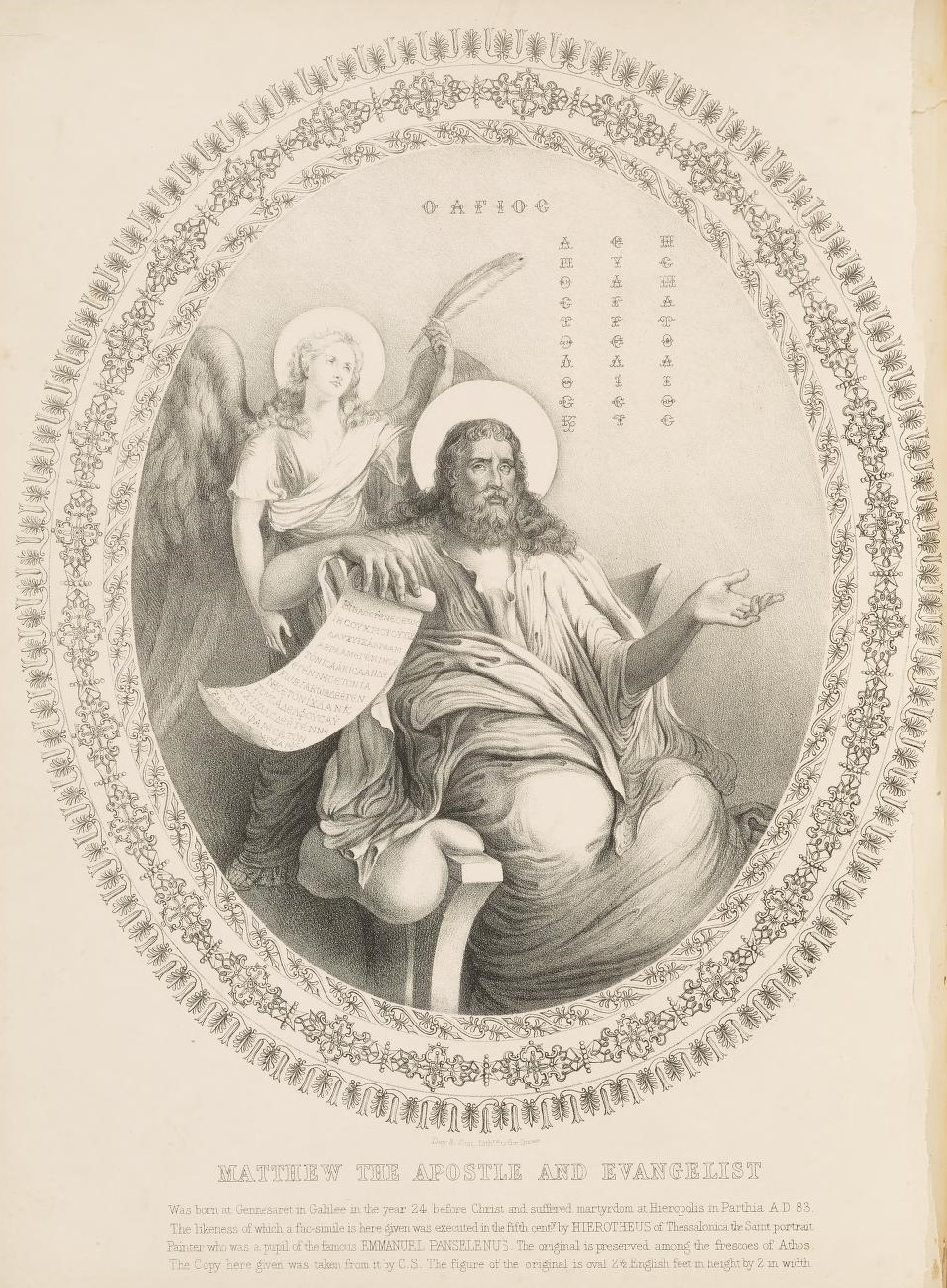
Apostel und Evangelist Matthäus, von Simonides gezeichnete Kopie eines angeblichen Freskos (Fac-similes of certain portions of the Gospel of St. Matthew …, London 1861, Frontispiz)

Wäre der Codex Mayerianus echt, so wäre die Zweiquellentheorie widerlegt; es wäre außerdem klar, dass das Matthäusevangelium ursprünglich auf Griechisch und nicht, wie oft vermutet, auf Aramäisch abgefasst wurde. Der griechische Text des Codex Mayerianus beruht auf dem Textus receptus in der zeitgenössischen Ausgabe von Henry G. Bohn (1859). Simonides verschleierte dies aber durch mehrere Textänderungen, für die er Varianten aus Konstantin von Tischendorfs 7. Ausgabe des griechischen Neuen Testaments (1859) heranzog und den Apparat mit Verweisen auf fiktive Manuskripte füllte.
Auch inhaltlich war der Codex Mayerianus interessant. Das Gleichnis vom Nadelöhr (Mt 19,24  „Es ist leichter, dass ein Kamel durch ein Nadelöhr gehe, als dass ein Reicher ins Reich Gottes komme“) war schon von Kyrill von Alexandria und Origenes so interpretiert worden, dass altgriechisch κάμηλον kámelon nicht nur das Kamel, sondern auch ein dickes Tau bezeichne. Der Codex Mayerianus bestätigte diese alte Interpretation; statt kámelon liest man hier altgriechisch κάλων kálōn „Tau“.

## Rezeption
Im November 1860 lernte Simonides in Liverpool den angesehenen Sammler John Eliot Hodgkin kennen und freundete sich mit ihm an. Hodgkin führte ihn in das Netzwerk britischer Privatsammler und Amateurgelehrter ein; er verteidigte Simonides’ Integrität gegen alle Verdächtigungen, bis es im Frühjahr 1864 zum Bruch zwischen beiden kam. Hodgkins Beistand war für Simonides sehr wichtig, denn die zurückliegenden aufgedeckten Fälschungen, zuletzt der Uranios-Skandal, waren auch in der britischen Fachwelt bekannt und hatten zur Folge, dass jede neue Sensation, die Simonides veröffentlichte, verdächtig war.
Die Lokalpresse war weniger kritisch. Im Liverpool Mercury (2. Mai 1860) wurde die Entdeckung des „gelehrten Dr. Simonides“ als zweifellos echt bezeichnet; Liverpool könne sich glücklich schätzen, dieses „unbezahlbare biblische Dokument“ zu besitzen. Am 7. Dezember 1861 erschien dagegen in The Athenaeum eine ätzende Besprechung von Simonides’ Publikation seiner neutestamentlichen Fragmente. Der Rezensent ging besonders auf das Frontispiz ein, von dem Simonides behauptet hatte, es sei eine eigenhändige Kopie eines Freskos auf dem Athos, das aus dem 5. Jahrhundert stamme: „Fünftes Jahrhundert, so so! Entweder hat die Sprache ihre normale Bedeutung verloren, oder Mr. Simonides ist verrückt geworden. Byzantinische Kunst! Ach was, das Original dieses Porträts, wenn es denn etwas Originales auf dem Athos gibt, ist mit Sicherheit später zu datieren als Raphael und Michelangelo …“ Der Kommentator des Christian Remembrancer fand im Juli 1863 konkrete Indizien, die auf Fälschung deuteten, wurde aber im Literary Churchman (1. September 1863) zurechtgewiesen, er lasse es an „altenglischer Fairness“ fehlen.
Das Pro und Kontra zur Echtheit des Codex Mayerianus füllte eine Weile die Leserbriefspalten der britischen Presse, wurde dann aber überlagert durch eine noch sensationellere Neuigkeit: Simonides behauptete, den von Tischendorf entdeckten und publizierten Codex Sinaiticus in jungen Jahren auf dem Berg Athos eigenhändig geschrieben zu haben.
Im Jahr 1865 verließ Simonides England. Er ließ eine Reihe weiterer von ihm fabrizierter neutestamentlicher Papyri zurück, die er nicht mehr publizierte. Auch darunter befanden sich Texte, die Aufsehen erregt hätten, vor allem ein Fragment des 1. Johannesbriefs, der das Comma Johanneum enthielt.